# Luis Valle
Luis Valle Benítez est un footballeur espagnol, né le 18 juin 1914 à Las Palmas de Gran Canaria en Espagne où il est le 13 septembre 1974.

## Biographie
Luis Valle, avec son frère Joaquín Valle, rejoint l'OGC Nice en 1937 pendant le mercato estival. 

## Palmarès
Real Madrid
- Champion d'Espagne : 1933
- Vainqueur de la Coupe d'Espagne : 1934

 RC Paris
- Champion de France : 1936
- Vainqueur de la Coupe de France : 1936